# Бич Гроув (Кентаки)
Бич Гроув (енгл. Beech Grove) насељено је место без административног статуса у америчкој савезној држави Кентаки.

## Демографија
По попису из 2010. године број становника је 243.
| Група             | 2000.    | 2010.       |
| Белци             | 0 (0,0%) | 242 (99,6%) |
| Афроамериканци    | 0 (0,0%) | 1 (0,4%)    |
| Азијати           | 0 (0,0%) | 0 (0,0%)    |
| Хиспаноамериканци | 0 (0,0%) | 0 (0,0%)    |
| Укупно            | 0        | 243         |